# 紀元前566年
紀元前566年（きげんぜん566ねん）は、西暦（ローマ暦）による年。紀元前1世紀の共和政ローマ末期以降の古代ローマにおいては、ローマ建国紀元188年として知られていた。紀年法として西暦（キリスト紀元）がヨーロッパで広く普及した中世時代初期以降、この年は紀元前566年と表記されるのが一般的となった。

## 他の紀年法
- 干支 : 乙未
- 日本
  - 皇紀95年
  - 綏靖天皇16年
- 中国
  - 周 - 霊王6年
  - 魯 - 襄公7年
  - 斉 - 霊公16年
  - 晋 - 悼公7年
  - 秦 - 景公11年
  - 楚 - 共王25年
  - 宋 - 平公10年
  - 衛 - 献公11年
  - 陳 - 哀公3年
  - 蔡 - 景侯26年
  - 曹 - 成公12年
  - 鄭 - 釐公5年
  - 燕 - 武公8年
  - 呉 - 寿夢20年
- 朝鮮
  - 檀紀1768年
- ユダヤ暦 : 3195年 - 3196年

## できごと

### 中国
- 魯の季孫氏が費に城を築いた。
- 魯の季孫宿が衛に赴いた。
- 晋の韓厥（韓献子）が引退し、韓起（韓宣子）に後を譲った。
- 衛の孫林父が魯を訪れ、盟約を結んだ。
- 楚の子嚢（公子貞）が軍を率いて陳を包囲した。
- 晋の悼公・魯の襄公・宋の平公・陳の哀公・衛の献公・曹の成公らが鄬で会合した。
- 陳の哀公は楚軍に公子黄を捕らえられ、別の君主を立てようとする動きを知らされたため、鄬の会合から逃げ帰った。

## 死去
- 鄭の釐公